# Lark Pien
Lark Pien (née en 1972) est une auteure de bande dessinée et artiste américaine.

## Biographie
Lark PIen suit des études d'architecte et une fois diplômée, en 1995, commence à travailler dans cette branche. Elle dessine aussi des mini-comics. En 2004, elle reçoit le prix Friends of Lulu du meilleur nouveau talent et en 2006, elle décide de se consacrer uniquement au dessin. Elle publie ainsi plusieurs ouvrages dont Long Tail Kitty, Mr. Boombha et Stories From the Ward. Elle est aussi la coloriste de American Born Chinese de Gene Yang qui lui vaut un prix Harvey,,.

## Récompenses
- 2004 : Prix Kimberly Yale du meilleur nouveau talent féminin pour Long Tail Kitty
- 2007 : Prix Harvey de la meilleure coloriste pour American Born Chinese